# Bučany
Bučany és un poble i municipi d'Eslovàquia que es troba a la regió de Trnava, a l'oest del país.

## Història
La primera menció escrita de la vila es remunta al 1258.

## Demografia
| Godina             | 1994 | 2004   | 2014   | 2024   |
| ------------------ | ---- | ------ | ------ | ------ |
| Nombre de persones | 2050 | 2157   | 2300   | 2380   |
| Diferència         |      | +5,21% | +6,62% | +3,47% |

| Godina             | 2023 | 2024   |
| ------------------ | ---- | ------ |
| Nombre de persones | 2386 | 2380   |
| Diferència         |      | −0,25% |